# Rotoitidae
Rotoitidae Bouček & Noyes, 1987, è una piccola famiglia di insetti (Hymenoptera Chalcidoidea) comprendente due sole specie viventi, rare e di recente determinazione.
Le due specie, Rotoita basalis Bouček & Noyes, 1987, e Chiloe micropteron Gibson & Huber, 2000,, sono state scoperte rispettivamente in Nuova Zelanda e in Cile. Per quanto riguarda la specie cilena sono noti solo i caratteri della femmina.
La loro biologia è ancora sconosciuta. Si tratta probabilmente dei Calcidoidi più primitivi, secondo i ricercatori affini filogeneticamente ai Mymaridae. Le venature alari mostrano caratteri primitivi. 
I caratteri morfologici più importanti comuni alle due specie consistono nella struttura delle antenne delle femmine, composte da 14 articoli, con clava e funicolo entrambi suddivisi in sei articoli. Un carattere singolare (nell'ambito dei Calcidoidi) presente in Rotoita basalis consiste nella presenza di una vena trasversale nel tratto prossimale dell'ala anteriore. La femmina di Chiloe micropteron ha invece le ali ridotte a semplici setole, da cui il nome attribuito alla specie.